# لیانا دل بالتسو
لیانا دل بالتسو (ایتالیایی: Liana Del Balzo؛ ‏ ۴ مارس ۱۸۹۹ – ۲۶ مارس ۱۹۸۲) بازیگر اهل ایتالیا بود.
از فیلم‌ها یا برنامه‌های تلویزیونی که وی در آن نقش داشته‌است، می‌توان به حکایت‌های عاشقانه، بن هور، اولین شب آرامش، آفرین پسر!، سدوم و گمورا، قفسی برای دیوانگان، کجا می‌روی، رام کردن زن سرکش، قرمز تیره، برادران کارامازوف، کاراواجو، در ناپل شروع شد، چرخ‌وفلک ناپل و نعلبکی بال‌دار اشاره کرد.